# Associação de Sufrágio Feminino da Nova Inglaterra

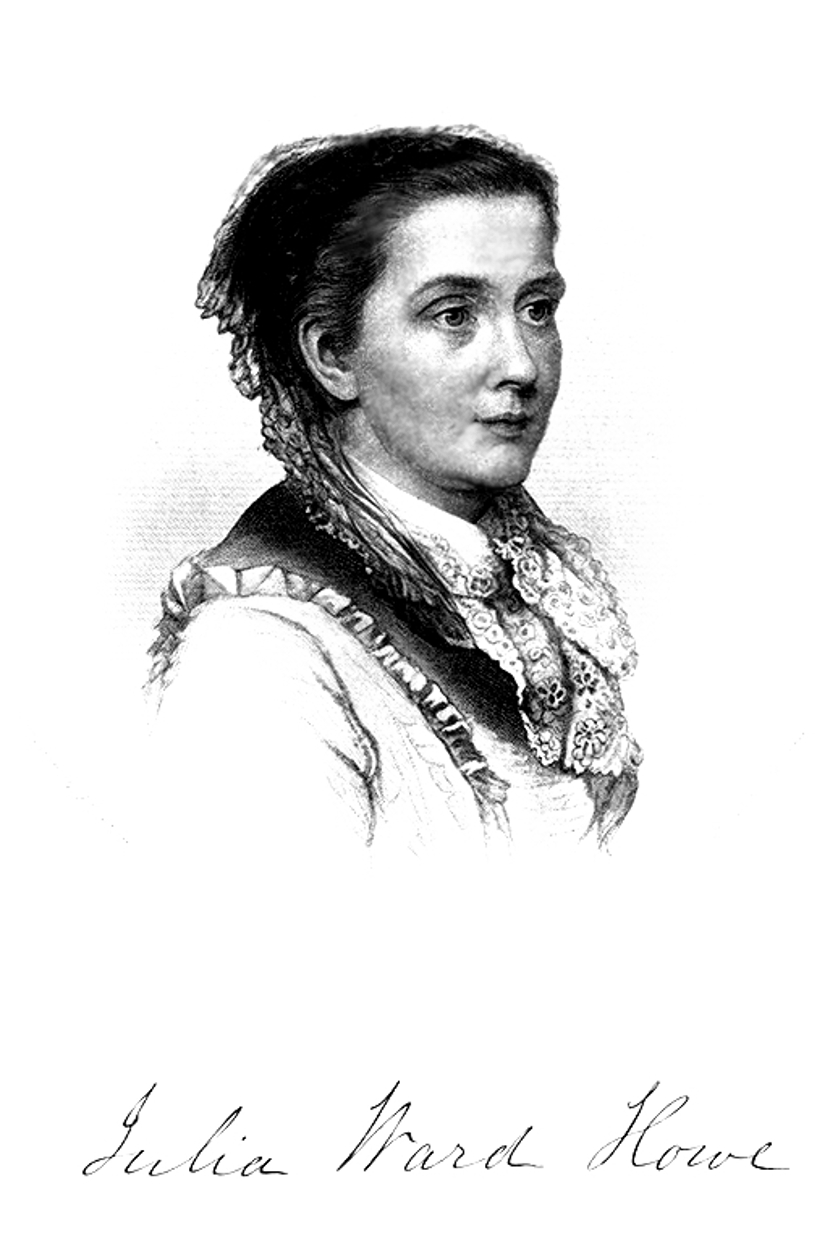
Julia Ward Howe, primeira presidente da Associação de Sufrágio Feminino da Nova Inglaterra.

A Associação de Sufrágio Feminino da Nova Inglaterra (New England Woman Suffrage Association - NEWSA) foi criada em novembro de 1868 para fazer campanha pelo direito de voto das mulheres nos EUA. Suas principais líderes foram Julia Ward Howe, a primeira presidente, e Lucy Stone, que foi uma importante ativista pela causa. A NEWSA perdeu relevância após a Décima Nona Emenda da Constituição dos EUA, que garantiu o sufrágio feminino, ter sido ratificada em 1920.
A NEWSA foi formada durante um período de divisão dentro do movimento pelos direitos das mulheres e também entre esse movimento e o movimento abolicionista. A discordância era particularmente acentuada em relação à proposta de conceder o direito ao voto aos homens afro-americanos antes de garantir esse direito às mulheres. A NEWSA, apoiava essa abordagem, foi organizada em parte para contrabalançar as atividades de Susan B. Anthony e Elizabeth Cady Stanton, que advogavam pela emancipação simultânea das mulheres e dos homens negros. A NEWSA também manteve laços estreitos com o movimento abolicionista e o Partido Republicano, enquanto Stanton e Anthony trabalhavam para estabelecer um movimento feminista independente.
A NEWSA foi a primeira grande organização política que tinha como objetivo o sufrágio feminino e foi formada em uma base regional vários meses antes do estabelecimento de duas organizações nacionais de sufrágio feminino, a Associação Nacional pelo Sufrágio Feminino (National Woman Suffrage Association - NWSA) e a Associação Americana pelo Sufrágio Feminino (American Woman Suffrage Association - AWSA). A NEWSA desempenhou um papel fundamental na formação desta última e teve uma liderança coincidente com ela.

## Histórico
A Associação pelo Sufrágio Feminino da Nova Inglaterra (NEWSA) foi formada em um período de divisão no movimento pelos direitos das mulheres e também entre esse movimento e o movimento abolicionista. As divergências já haviam enfraquecido a Associação Americana de Direitos Iguais (American Equal Rights Association - AREA), formada em 1866 por defensores dos direitos das mulheres e abolicionistas para fazer campanha por direitos iguais, inclusive o sufrágio, para todos os cidadãos, independentemente de raça ou sexo. A questão prioritária tornou-se um ponto de discórdia: o sufrágio universal deveria ser o objetivo imediato ou os homens afro-americanos deveriam ser emancipados primeiro? Após a abolição da escravidão nos EUA em 1865, a Sociedade Americana Anti-Escravidão (American Anti-Slavery Society - AASS) declarou que seu trabalho não terminaria até que a igualdade política também fosse garantida aos afro-americanos. Na época da fundação da NEWSA, a proposta de uma Décima Quinta Emenda à Constituição dos EUA, que visava proibir a negação do sufrágio com base na raça, foi um ponto focal de discórdia dentro do movimento feminino, pois não abordava a questão da negação do sufrágio com base no sexo.
Alguns membros do movimento feminista, como Abby Kelley Foster [en], apoiaram a Décima Quinta Emenda porque acreditavam que garantir o sufrágio para os homens afro-americanos era uma necessidade mais urgente do que o sufrágio para as mulheres. Outras, como Susan B. Anthony e Elizabeth Cady Stanton, opuseram-se a qualquer emenda que concedesse o direito de voto a todos os homens enquanto excluía todas as mulheres, temendo que isso estabelecesse uma "aristocracia do sexo" ao dar respaldo constitucional à ideia de que os homens eram superiores às mulheres. Lucy Stone, que desempenhou um papel importante na NEWSA, argumentou que o sufrágio para as mulheres era mais importante do que para os homens negros, mas também apoiou a Décima Quinta Emenda. Essa posição reflete a complexidade e a diversidade de opiniões dentro do movimento pelos direitos das mulheres na época.
A divisão também envolveu diferentes avaliações do Partido Republicano no poder. Muitas das principais sufragistas haviam sido introduzidas ao ativismo social por meio do movimento antiescravagista e sentiam lealdade tanto a esse movimento quanto ao Partido Republicano, que havia liderado a abolição da escravidão [en] nos EUA e ainda estava no difícil processo de consolidar essa vitória. Após as eleições de 1868, que foram bastante acirradas, os líderes republicanos reconheceram a importância de conceder o direito de voto aos homens afro-americanos — a maioria dos quais eram ex-escravos — como uma forma de preservar a vitória sobre os proprietários de escravos durante a Guerra Civil Americana (1861-1865). Eles e seus aliados abolicionistas passaram a ver o sufrágio feminino como um objetivo que, mesmo se alcançado, não traria benefícios políticos comparáveis e consideravam a campanha pelo sufrágio um desvio de recursos necessários em outras áreas.
Em geral, as ativistas dos direitos das mulheres apoiavam firmemente o movimento abolicionista e também dependiam de seus recursos. No entanto, aquelas que se distanciaram das lideranças abolicionistas e republicanas durante esse período passaram a se ver cada vez mais isoladas dos recursos do movimento abolicionista e, às vezes, foram alvo de hostilidade por parte dos republicanos. Susan B. Anthony, Elizabeth Cady Stanton e seus aliados se sentiram traídos e começaram a criticar o Partido Republicano e algumas das lideranças abolicionistas. Olympia Brown [en], uma aliada importante na criação da NEWSA, criticou abertamente os líderes abolicionistas e afirmou: "Devemos buscar nosso apoio em novos homens". Stanton e Anthony exacerbam a controvérsia ao aceitarem a ajuda de George Francis Train [en], um defensor dos direitos das mulheres que também era um democrata rico e um racista declarado. Por outro lado, outros ativistas do sufrágio feminino continuaram a apoiar a liderança abolicionista e o Partido Republicano em diversos graus.

## Criação

### Comitê de planejamento
Olympia Brown, que havia recentemente se tornado uma das primeiras ministras ordenadas, propôs a criação de uma organização de sufrágio feminino na Nova Inglaterra. Ela desejava fundar uma associação focada exclusivamente na campanha pelo sufrágio feminino, acreditando que uma abordagem que incluísse o sufrágio tanto para mulheres quanto para afro-americanos, como a Associação Americana de Direitos Iguais havia feito, poderia desviar a atenção do sufrágio feminino. Brown pretendia criar uma organização que, em suas próprias palavras, se concentrasse em uma "questão clara, separada e única".
Seguindo o conselho de Abby Kelley Foster, Brown anunciou uma reunião em Boston em maio de 1868 para discutir sua proposta, conseguindo atrair um público significativo. A reunião resultou na formação de um comitê de planejamento presidido por Caroline Severance [en]. No entanto, Brown sentiu-se marginalizada, pois sua abordagem de uma única questão não foi adotada pelos planejadores da nova organização. O comitê decidiu formar uma organização que apoiava tanto o sufrágio para negros quanto para mulheres e priorizava o sufrágio dos homens negros.
Além de Brown e Severance, outras figuras-chave no planejamento da nova organização incluíam John Neal [en],  Abby Kelley Foster, seu marido Stephen Symonds Foster [en] e Thomas Wentworth Higginson [en], muitos dos quais haviam sido figuras importantes no movimento abolicionista. Lucy Stone, uma destacada defensora dos direitos das mulheres que mais tarde se tornaria uma figura importante na nova organização, ainda não havia se mudado de Nova Jersey para Boston e não participou profundamente do planejamento inicial. No entanto, ela compareceu à convenção de fundação e foi eleita para o comitê executivo da nova organização.

### Convenção de fundação

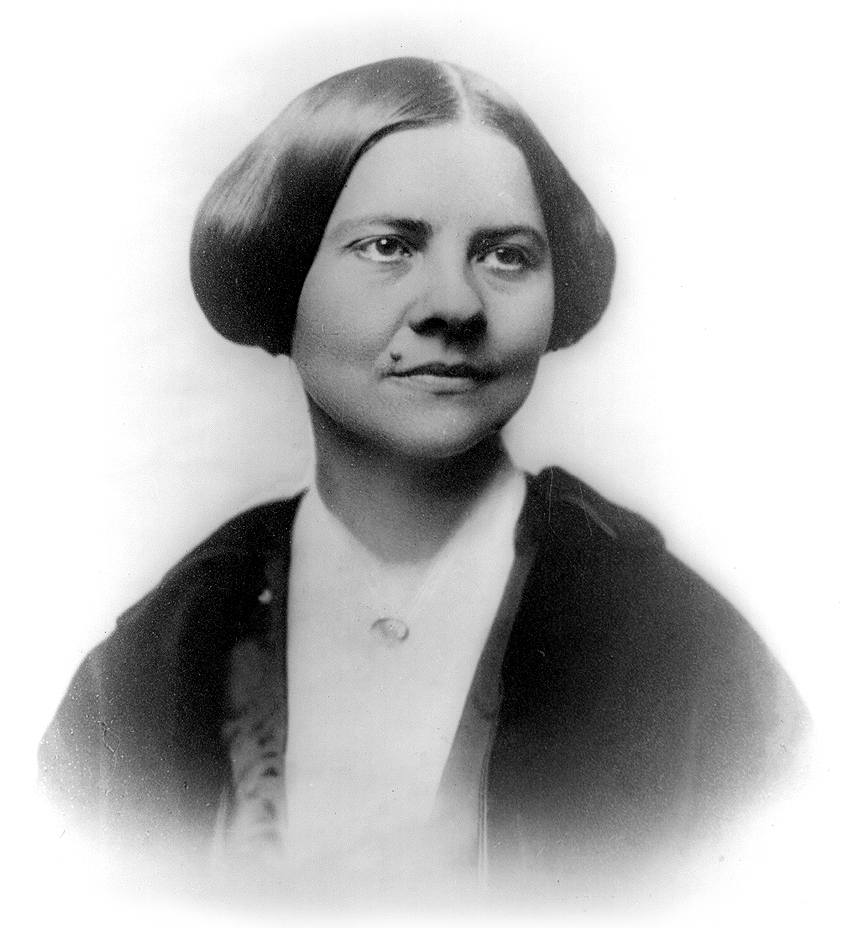
Lucy Stone.

A Associação de Sufrágio Feminino da Nova Inglaterra (NEWSA) foi formada em 19 de novembro de 1868, durante o segundo e último dia de uma convenção regional sobre os direitos das mulheres em Boston, Massachusetts, onde a nova organização seria sediada. Em contraste com Susan B. Anthony e Elizabeth Cady Stanton, que se distanciavam do Partido Republicano, os planejadores da convenção da NEWSA buscaram ativamente o apoio dos republicanos. Eles incluíram destacados políticos republicanos, inclusive um senador dos EUA, na plataforma dos oradores da convenção.
Na época da convenção da NEWSA, o Congresso estava debatendo a proposta da Décima Quinta Emenda, que visava proibir a negação do sufrágio com base na raça, mas não incluía, como muitas mulheres sufragistas esperavam, a proibição da negação do sufrágio com base no sexo. A emenda foi aprovada pelo Congresso em fevereiro de 1869 e ratificada pelos estados em 1870. Durante a convenção, Francis Bird, um dos políticos mais influentes de Massachusetts, afirmou: "O sufrágio dos negros, sendo uma questão primordial, teria de ser resolvido antes que o sufrágio feminino pudesse receber a atenção que merecia".
Em meio à crescente confiança de que a aprovação da Décima Quinta Emenda era iminente, Lucy Stone, que futuramente se tornaria presidente da NEWSA, apresentou inesperadamente uma resolução solicitando que o Partido Republicano "abandonasse sua palavra de ordem de 'Sufrágio Masculino'" e apoiasse o sufrágio universal. Apesar da oposição de Frederick Douglass, William Lloyd Garrison e Frances Harper, Stone conseguiu convencer a reunião a aprovar a resolução. No entanto, dois meses depois, quando a Décima Quinta Emenda enfrentava o risco de paralisia no Congresso, Stone recuou de sua posição anterior e afirmou que "a mulher deve esperar pelo negro".
O NEWSA apoiou a Décima Quinta Emenda, acreditando que a conquista do sufrágio para todos os homens seria um passo em direção ao sufrágio feminino. A ala do movimento feminino associada à NEWSA esperava que o Partido Republicano pressionasse pelo sufrágio feminino NEWSA esperava que o Partido Republicano pressionasse pelo sufrágio feminino após a ratificação da Décima Quinta Emenda, uma expectativa que não se concretizou.
Julia Ward Howe, autora de "The Battle Hymn of the Republic", foi eleita a primeira presidente da NEWSA. Membro de uma família proeminente, ela havia sido recentemente convencida por Thomas Wentworth Higginson e Lucy Stone a se engajar no movimento pelo sufrágio feminino. Durante a convenção, Howe afirmou que não exigiria o sufrágio para as mulheres até que ele fosse conquistado pelos negros.

### Atividades
Afiliadas estaduais da NEWSA foram formadas na maioria dos estados da Nova Inglaterra. Em janeiro de 1869, os apoiadores do NEWSA começaram a publicar um jornal chamado Woman's Advocate no escritório da Sociedade Americana Anti-Escravidão.
Embora a NEWSA tenha aguardado a garantia do sufrágio para os negros para iniciar uma campanha nacional pelo sufrágio feminino, desde o início ela pressionou por leis que garantissem o direito de voto às mulheres no Distrito de Columbia e nos territórios federais. Outra de suas primeiras iniciativas foi a coleta de 8.000 assinaturas em petições dirigidas à legislatura de Massachusetts em 1869, o que resultou na implementação de audiências públicas anuais sobre o sufrágio feminino na legislatura estadual. Nos anos seguintes, a NEWSA realizou bazares para arrecadação de fundos, palestras, petições e audiências legislativas como parte de seu trabalho.
A divisão no movimento feminino foi formalizada em maio de 1869, quando Susan B. Anthony e Elizabeth Cady Stanton criaram a Associação Nacional pelo Sufrágio Feminino (NWSA) para representar sua ala. Em resposta, o comitê executivo da NEWSA lançou as bases para uma organização rival, a Associação Americana pelo Sufrágio Feminino (AWSA), fundada em novembro de 1869. Henry Ward Beecher, um proeminente ministro, concordou em se tornar o primeiro presidente da AWSA, mas as líderes da NEWSA, Lucy Stone e Julia Ward Howe, desempenharam papéis importantes tanto na formação da AWSA quanto em sua liderança nos anos seguintes.
Julia Ward Howe atuou como presidente da NEWSA até 1877. Lucy Stone foi eleita presidente naquele ano e serviu até sua morte em 1893. Howe foi novamente eleita presidente em 1893 e serviu até sua morte em 1910. Alice Stone Blackwell, filha de Lucy Stone, foi presidente de 1911 até a organização deixar de existir em 1920. Quando a Décima Nona Emenda, que garantiu o sufrágio para as mulheres, foi ratificada em 1920, a NEWSA simplesmente deixou de funcionar em vez de se dissolver formalmente.